# رئیس‌جمهور ویتنام
رئیس‌جمهور جمهوری سوسیالیستی ویتنام (به ویتنامی: Chủ tịch nước Cộng hòa xã hội chủ nghĩa Việt Nam)
 رئیس کشور ویتنام است که توسط مجمع ملی ویتنام از میان نمایندگان مجمع ملی انتخاب می‌شود. ویتنام یک دولت تک‌حزبی است و رئیس‌جمهور به‌طور کلی پس از دبیرکل حزب کمونیست ویتنام دومین مقام عالی را در نظام سیاسی دارد.
علاوه بر این، رئیس‌جمهور رئیس دولت یعنی نخست‌وزیر را منصوب می‌کند. رئیس‌جمهور به‌عنوان رئیس کشور، نماینده ویتنام در سطح داخلی و بین‌المللی است. رئیس‌جمهور نظم، هماهنگی و ثبات دولت ملی را حفظ می‌کند و پاسدار استقلال و تمامیت ارضی کشور است.
رئیس‌جمهور باید نماینده مجمع ملی باشد و به‌طور سنتی عضو کمیته مرکزی حزب کمونیست است. کمیته مرکزی حزب کمونیست نامزدهایی را برای کمیته دائمی مجمع ملی معرفی می‌کند، سپس کمیته دائمی مجمع ملی آن نامزدها را برای انتخاب رسمی توسط همه نمایندگان مجمع ملی تأیید و معرفی می‌کند.
رئیس‌جمهور، معاون رئیس‌جمهور، نخست‌وزیر، وزرا و سایر مقامات را با موافقت مجمع ملی منصوب می‌کند. همچنین رئیس‌جمهور، فرمانده عالی نیروهای مسلح خلق ویتنام، رئیس شورای دفاع و امنیت ملی، عضو پلیتبوروی حزب کمونیست، عضو دائم کمیسیون نظامی مرکزی حزب کمونیست و کمیته حزب پلیس مرکزی است. از سپتامبر ۲۰۱۱، رئیس‌جمهور رئیس کمیته مرکزی اصلاحات قضایی است. دوره تصدی رئیس‌جمهور ۵ ساله می‌باشد و رئیس‌جمهور تنها می‌تواند سه دوره در این سمت باقی بماند. در صورتی که رئیس‌جمهور نتواند وظایف خود را انجام دهد، معاون رئیس‌جمهور تا زمانی که رئیس‌جمهور مجدداً وظایف خود را از سر گیرد یا تا انتخاب رئیس‌جمهور جدید سمت کفالت رئیس‌جمهوری را بر عهده می‌گیرد.
اختیارات و اعتبار دفتر رئیس‌جمهور در طول سال‌ها متفاوت بوده است. به عنوان مثال، در حالی که رئیس‌جمهور اول و افتتاحی، هو شی مین، رئیس حزب کمونیست بود، از آن سو در این مقام اولین عضو رده‌بندی دفتر سیاسی هم بوده است. همچنین بالاترین ارگان تصمیم‌گیری در ویتنام، جانشین او، تون دوک تانگ، به‌عنوان یک شخصیت نمادین همراه با دبیرکل له یوئن خدمت کرد. از زمان صعود ترونگ شینه به ریاست‌جمهوری، رئیس‌جمهور به ترتیب اولویت دفتر سیاسی حزب کمونیست در رتبه اول یا دوم قرار گرفته است. به جز رئیس‌جمهور نگوین مین تریت که در رتبه چهارم و رئیس‌جمهور وی چی کونگ در رتبه سوم قرار گرفته بودند. هوشی مین، ترونگ شینه و نگوین فو ترونگ به‌طور هم‌زمان به عناوین رئیس حزب و رئیس کشور خدمت کرده‌اند.
ووتی آنه ژوآن در حال حاضر کفیل رئیس‌جمهور است و از ژانویه ۲۰۲۳ پس از استعفای نگوین خووان فوک تا انتخاب رئیس‌جمهور جدید در این سمت است.

## پیشینه
هو شی مین در سال ۱۹۴۶ توسط مجمع ملی به عنوان اولین رئیس‌جمهور ویتنام منصوب شد. قانون اساسی ۱۹۵۹ بیان می‌کرد که مجمع ملی قدرت تعیین و عزل رئیس‌جمهور را دارد. رئیس‌جمهور نماینده ویتنام هم در داخل و هم در خارج از کشور بود. قدرت و مسئولیت‌های رئیس‌جمهور در قانون اساسی ۱۹۴۶ بسیار شبیه به اختیارات و مسئولیت‌های رئیس‌جمهور ایالات متحده و عناصر رئیس‌جمهور فرانسه می‌باشد که هم رئیس کشور و هم رئیس دولت هستند.
قانون اساسی ۱۹۵۹ به‌طور قابل توجهی قدرت رئیس‌جمهور را کاهش داد و رئیس‌جمهور را به رهبر قانونی ویتنام تبدیل کرد و در عین حال بیشتر قدرت عملی را به سمت دبیرکل کمیته مرکزی حزب کمونیست ویتنام برد. قانون اساسی ۱۹۸۰ مقام ریاست کشور را به طرز چشمگیری تغییر داد. منصب ریاست‌جمهوری منسوخ شد و ریاست شورای دولتی جایگزین شد. ریاست شورای دولتی از دفتر شورای ریاست پرزیدیوم شورای عالی شوروی الگوبرداری شد. شورای دولتی، مانند شورای وزیران، یک نهاد تصمیم‌گیری جمعی بود. هم شورای دولتی و هم شورای وزیران بخشی از قوه مجریه بودند. تقویت این نهادها نقش قوه مقننه را تضعیف می‌کرد. وظایف، اختیارات و مسئولیت‌های شورای دولتی از کمیته دائمی مجمع ملی گرفته شد که در قانون اساسی ۱۹۸۰ اکثر اختیارات و اعتبار خود را از دست داد.
اعضای شورای دولتی توسط مجمع ملی انتخاب می‌شدند و متشکل از رئیس، نایب رئیس، دبیرکل و سایر اعضا بودند. اعضای شورای دولتی نمی‌توانستند همزمان اعضای شورای وزیران باشند. رئیس شورای دولتی همزمان رئیس شورای دفاع ملی و فرمانده کل نیروهای مسلح خلق ویتنام بود. شورای دولتی بر عملکرد سایر نهادها، به ویژه شورای وزیران، ارگان عالی کنترل خلق و شوراهای خلق در همه سطوح نظارت می‌کرد. همچنین ریاست انتخابات مجمع ملی را بر عهده داشت. ریاست شورای دولتی در قانون اساسی ۱۹۹۲ لغو شد و به جای آن ریاست‌جمهوری قرار گرفت.
اهمیت رئیس‌جمهور در طول تاریخ ویتنام ثابت نمانده است. به عنوان مثال، در حالی که هو شی مین به عنوان اولین عضو دفتر سیاسی، بالاترین نهاد تصمیم‌گیری در ویتنام، رتبه‌بندی شد، جانشین او، تون دوک تانگ، یک شخصیتی نمادین با قدرت کم و محدود بود. پست رئیس کشور در قانون اساسی ۱۹۸۰ با انتصاب ترونگ شینه تقویت شد که به ترتیب اولویت دومین عضو عالی‌رتبه در دفتر سیاسی پس از له یوئن بود. دفتر رئیس‌جمهور تا زمانی که نگوین مین تریت در سال ۲۰۰۶ منصوب شد، رتبه دوم را در اولویت دفتر سیاسی حفظ کرد. او در سلسله مراتب دفتر سیاسی رتبه چهارم را داشت.
دفتر سیاسی پس از یازدهمین کنگره ملی حزب کمونیست ویتنام که در ژانویه ۲۰۱۱ برگزار شد توسط کمیته مرکزی انتخاب شد، ترونگ تان سانگ، رئیس‌جمهور اسبق ویتنام، اولین عضو رده‌بندی دفتر سیاسی را انتخاب کرد. این اولین بار در تاریخ ویتنام بود که بالاترین رتبه دفتر سیاسی پست دبیرکل یا رئیس حزب را نداشت. از آنجایی که ترونگ تان سانگ رتبه اول دفتر سیاسی را به خود اختصاص داده بود، رئیس غیررسمی این نهاد است. جلسات دفتر سیاسی به‌طور منظم برگزار می‌شود. تصمیمات درون دفتر سیاسی از طریق تصمیم‌گیری جمعی اتخاذ می‌شود و سیاست‌ها تنها در صورتی وضع می‌شوند که اکثریت اعضای دفتر سیاسی از آنها حمایت کنند.